# 張炳堃 (平湖)
張炳堃（1813年—1880年），原名瀛臯，字鶴甫，號鹿仙，浙江平湖縣人。清朝翰林，官至湖北督糧道。

## 生平
嘉庆十八年（1813年）生。少年好學，詩文與其兄金鏞齊名，人稱“雙丁二陸”。道光二十七年（1847年）中式丁未科張之萬榜二甲第五十七名進士。改翰林院庶吉士，散館授編修。後请辞回鄉，奉养父母。事畢，適逢太平軍攻打浙江，慷慨從戎，以道員分發湖北，深得湖廣總督李鴻章、湖北巡撫曾國荃器重，委辦局務經年。同治十二年（1863年）、光緒二年（1876年）兩次出任湖北督糧道。不久告歸。光绪六年（1880年）卒，年六十八歲。光緒《平湖縣志》有傳。

## 著作
張炳堃工詩文，著有《抱山楼詩錄》。《晚晴簃詩匯》收其詩一首。
- 《用東坡寄子由詩韻寄二兄五兄》

無計還山且少留，只凭書聞說幽憂。
已將少壯供離別，剩把殘年約釣游。
聽夜雨時須對榻，有垂楊處要登楼。
羈禽可有歸飛意，浩蕩惟應趁白鷗。